# Kinnecaris giselae
Kinnecaris giselae is een eenoogkreeftjessoort uit de familie van de Parastenocarididae. De wetenschappelijke naam van de soort is voor het eerst geldig gepubliceerd in 2008 door Schminke.